# Bunny e il pirata
Il coniglio bucaniere (Buccaneer Bunny) è un cortometraggio prodotto da Warner Bros. della serie Looney Tunes, uscito nel 1948, diretto da Friz Freleng. È dotato di Bugs Bunny e Yosemite Sam ("Sea-Goin 'Sam"). Tutte le caratterizzazioni vocali in questo cartone animato sono fornite da Mel Blanc.